# Juan Amador Barrientos
Juan Amador Barrientos Adriazola (Osorno, 17 de abril de 1849-Santiago de Chile, 23 de julio de 1921) fue un marino chileno, participante de la Guerra del Pacífico y la Guerra Civil de 1891.
Fue el segundo de doce hijos del matrimonio de Luis Barrientos Lorca y Balbina Adriazola Pérez.
Se enroló en la Armada en 1867 con apenas 17 años. Como guardiamarina, fue parte de las tripulaciones de la Covadonga y de la Esmeralda. Al inicio de la guerra del Pacífico ya era teniente segundo.
Durante la guerra del Pacífico participó en el combate de Angamos. Durante el desembarco de Pisagua, fue el primer hombre que colocó la bandera chilena en territorio que a esa fecha le pertenecía a Perú. También fue parte de la Batalla de Arica. Por estas acciones el Presidente Domingo Santa María le otorgó la Medalla de Honor con Tres Barras de Oro.
Al término de la Guerra, Juan Amador Barrientos pidió su retiro temporal de la Armada. Algunos años más tarde, el presidente José Manuel Balmaceda lo reincorporó al servicio activo con el grado de capitán de corbeta, y se desempeñó como segundo comandante del cazatorpedero Almirante Lynch.
La guerra civil de 1891 tuvo un desenlace amargo para Barrientos, pues se mantuvo leal al Presidente Balmaceda y al término del conflicto fue castigado, degradado y exiliado a Perú.
Falleció a los 72 años el 23 de julio de 1921.

## Homenajes
En 2015 fue ascendido póstumamente a capitán de corbeta, grado que ya tenía, pero que no era reconocido por los triunfadores de la guerra civil de 1891.
Existe un monumento en su honor en calle Bernardo O’Higgins y una calle que lleva su nombre en sector oriente en la ciudad de Osorno.